# Henry Kolker
Henry Kolker (Quincy, 13 de noviembre de 1870 – Los Ángeles, 15 de julio de 1947) fue un actor teatral y director y actor cinematográfico de nacionalidad estadounidense. Kolker, al igual que compañeros de profesión como Richard Bennett y Robert Warwick, tuvo una sólida carrera teatral antes de dedicarse al cine mudo. 

## Biografía
Nacido en Quincy (Illinois), como actor teatral trabajó junto a actrices de la talla de Edith Wynne Matthison, Bertha Kalich y Ruth Chatterton. 
Kolker se inició como intérprete en el cine en 1915, acabando por dedicarse a la dirección. La película más conocida de las que él dirigió fue Disraeli (1921), protagonizada por George Arliss, cinta que hoy en día se considera parcialmente perdida.
Sin embargo, Kolker es sobre todo recordado por sus interpretaciones cinematográficas, en especial por actuar junto a Barbara Stanwyck en la revolucionaria cinta anterior al Código Hays Baby Face (1933).
Henry Kolker falleció en 1947 en Los Ángeles, California, tras sufrir una caída. Fue enterrado en el Cementerio Forest Lawn Memorial Park de Glendale (California).

## Selección de su filmografía

### Actor
- How Molly Malone Made Good (1915) (como él mismo)
- Gloria's Romance (1916)
- The Red Lantern (1919)
- I Will Repay (1923)
- The Great Well (1924)
- Sally, Irene and Mary (Como las mariposas) (1925)
- Rough House Rosie (1927)
- Annie Laurie (1927)
- Coquette (Coqueta) (1929)
- The Valiant (1929)
- The Bad One (El malo) (1930)
- I Like Your Nerve (1931)
- Indiscreet (Indiscreta) (1931)
- Rasputín y la zarina (1932, sin créditos)
- Jewel Robbery (1932)
- Faithless (1932)
- Baby Face (Carita de ángel) (1933)
- The Power and the Glory (El poder y la gloria) (1933)
- Wonder Bar (1934)
- Journal of a Crime (1934)
- A Lost Lady (1934)
- Lady by Choice (El ángel del arroyo) (1934)
- The Ghost Walks (1934)
- The Great Impersonation (1935)
- The Florentine Dagger (1935)
- Red Salute (El soldadito del amor) (1935)
- The Last Days of Pompeii (1935)
- The Black Room (1935)
- Great Guy (El gran tipo) (1936)
- Sitting on the Moon (1936)
- Romeo and Juliet (1936)
- Thoroughbreds Don't Cry (1937)
- Maria Walewska (1937)
- The Invisible Menace (1938)
- The Adventures of Marco Polo (1938)
- Holyday (1938)
- Unión Pacífico (1939)

### Director
- A Man's Country (1919)
- The Third Generation (1920)
- Disraeli (1921)
- Sant'Ilario (1923)
- I Will Repay (1923)
- The Great Well (1924)